# MUD
MUD（エムユーディー）は、コンピュータを利用したオンラインゲームのジャンルのうちの一つ。Multi-User Dungeon、Multi-User Domain、Multi-User Dimensionの略。
欧州中心に広がったテキストベースのものをさすことが多く、グラフィックベースで表示されるものは別途MMORPGと称される。

## MUDの特徴
コンピュータゲームにおいては登場よりしばらくの間はコンピュータ対人間の間でのみの通行をもって遊ばれていたのに対し、複数人数の人間によってプレイされることを特徴とする。
MUDにおいてはコンピュータはルール面を管理することはあってもそれ以上の介在はせず、キャラクター作成から交流、ゲームによってはシナリオの作成まで含めトータルにプレイヤー側の手によって設定が委ねられる。

## 歴史

### 前史
今日「MUD」として最初に言われるものは、1977年にPLATO system上で現れた。当時ヨーロッパでは、アカデミックなネットワーク上で中心的に開発がすすめられており、特にエセックス大学では多くの学内外の人々によりプレイされていた。なかでも大学生の間では非常に人気があり、彼らはこれに多くの時間を費やしていた。このことから、MUDは"Multi-Undergrad Destroyer","Multiple Undergraduate Destroyer"（多くの学生デストロイヤーたち）と言われたりもした。このエセックス大学のMUDの人気は1980年代にはアメリカでも人気を見せるに至り、安価なパソコンでログインする人々を多く産んだ。
（英語版Wikipedia"MUD"の項目より）

### MUD1と、PLATOのゲームたち
最初のMUDである「MUD1」は1978年にイギリスのエセックス大学にて、Roy Trubshaw と Richard Bartle(リチャード・バートル)によって作られた。DEC PDP-10上で動き、当初はMACRO-10というアセンブリ言語で書かれていた（後に、BCPLという言語で書き直された）。データベース言語にはMUDDLが使われていた。
彼らは、Multi-User Dungeonという意味をこめて「MUD」と呼ぶことにした。この"Dungeon"というのは、当時PDP-10で"Dungeon"と呼ばれていたゲームの名前から取っている。ちなみに、この"Dungeon"というゲームは、後にインフォコム社が"Zork"という開発コードで商業的にリリースすることになるゲームである。エセックス大学で作られたMUDの一つ"MIST"は、JANETというヨーロッパのアカデミック・ネットワークに接続されているコンピュータからであれば誰でもプレイすることができ、初期に大きな人気を得たものの一つとなっていった。
また、"Oubliette"はジム・シュバイガーによって書かれ、MUD1よりも一年前に、PLATO system上で公開されていた。ただし、このOublietteは、単独プレイが非常に難しく、複数人でなければ生き残ることすら難しい、ゲームとしてのこだわりは正直なところやや微妙なシロモノだったらしい。
PLATO system上ではこれに続き、同1977年にMoriaが書かれた（Copyrightは1978年）。このゲームは、複数人プレイも行うことが可能だが、一人プレイでもそれなりにきちんと遊ぶことができた。しかも、グラフィカルなものでもあり当時としては進んだものだったが、しかしプロプライエタリなプログラムだったため、PLATOを越えて拡がりを見せることがなく終わってしまった。
他に、イリノイ大学にてPLATOシステムを用いて高校生のBruce Maggs, Andrew Shapira, Dave Sidesらによって作られた"Avatar"というゲームもある。このMUDは、2.5Dのゲームで、512x512のパネル上で動作する。15人のプレイヤーが同時ログインしてモンスターと戦うことが可能だった。AvatarはPLATOのゲームの中で四六時中遊ばれていた。
1970年代の後半には、PLATO上でMUDっぽいゲームが無数に開発されていた。中には基本的には一人向けのゲームなのだが、時々複数人のインタラクションが必要とされるようなゲームもあった。こうして開発されていたゲームたちはAvatarやOublietteに大きな影響を与えていた。
（英語版Wikipedia"MUD"の項目より）

## MUDの種類

### Graphical MUDs(MMORPG)
初期のグラフィカルMUDには、1985年に Randy Farmer と Chip Morningstar が Lucasfilmのために作った"Habitat"などがある。
コンピュータの計算能力の増加や、インターネット回線の太さが広がってくる90年代の後半になると、グラフィカルMUDは、MMORPGという名前で知られることになる。
（英語版Wikipedia"MUD"の項目より）

## 日本におけるMUD
ブラウザゲームと呼ばれるゲームの中に数点MUDにジャンル分け可能なものが存在すると思われるが、テキストのみで運営される商用ゲームは少ない。
- 箱庭諸島

## MUD研究
MITの社会学者であるシェリー・タークルが書いた『接続された心―インターネット時代のアイデンティティ』(原題：Life on the Screen)などが有名。